# Здравко Куљић
Здравко Куљић (4. март 1953) бивши је југословенски одбојкаш. Наступао је на Европским првенствима 1977. и 1979 и Летњим олимпијским играма 1980. Са репрезентацијом Југославије освојио је бронзану медаљу на Европском првенству у Француској 1979. године.